# Império Jovem
O Grêmio Recreativo Escola de Samba Império Jovem é uma escola de samba da cidade de Bragança Paulista, no interior do estado brasileiro de São Paulo.
Foi a quarta colocada do Grupo Especial em 2011 e 2012.

## Carnavais
| Ano             | Colocação     | Grupo        | Enredo                                                      | Carnavalesco                            | Intérprete   | Ref.  |
| --------------- | ------------- | ------------ | ----------------------------------------------------------- | --------------------------------------- | ------------ | ----- |
| 1995            | Vice-Campeã   | Acesso       | Negro, Glória de uma Raça                                   |                                         |              |       |
| 1996            | Vice-Campeã   | Acesso       |                                                             |                                         |              |       |
| 1997            | Não desfilou  | Não desfilou | Não desfilou                                                | Não desfilou                            | Não desfilou |       |
| 1998            | Hours Concour | Acesso       | Da-Da-Dalhe Brasil!                                         | Marcelo Toledo                          |              |       |
| 1999            | 8° colocada   | Especial     | Amazônia, Tesouro Brasileiro                                | Marcelo Toledo                          |              |       |
| 2000            | 3° colocada   | Acesso       | Coração Imperiano                                           | Marcelo Toledo                          |              |       |
| 2001            | 4° colocada   | Acesso       | Brasil: de Janeiro a Janeiro é Festa o Ano Inteiro          |                                         |              |       |
| 2002            | Não desfilou  | Não desfilou | Não desfilou                                                | Não desfilou                            | Não desfilou |       |
| 2003            | 4° colocada   | Acesso       | Sonho e Realidade do Povo Brasileiro                        | Marco Pereira                           |              |       |
| 2004            | Vice-Campeã   | Grupo B      | Vicente Matheus - Glórias de um Corintiano                  | Marcelo Rainha e Thiago Dilão           |              |       |
| 2005            | 3° colocada   | Acesso       | A Águia Encantada em Busca do Eldorado em Terras Amazônicas | Roberto Zago                            |              |       |
| 2006            | Campeã        | Acesso       | Vila - 30 Anos de Felicidade                                | Thiago Dilão, Claudio de Moraes e Mingo |              |       |
| 2007            | 5° colocada   | Especial     | Brasil, Mostra a sua Língua                                 | Celso Tobias e Roberto Zago             |              |       |
| 2008            | 6° colocada   | Especial     | Caricaturindo                                               | Celso Tobias                            |              |       |
| 2009            | Campeã        | Acesso       | Sonho, Retrato de uma Vida                                  | Celso Tobias                            |              |       |
| 2010            | 5° colocada   | Especial     | A Marvada Ficou Chique                                      | Celso Tobias                            |              |       |
| 2011            | 4° colocada   | Especial     | Premonição, Ficção ou Ciência?                              | Comissão de Carnaval                    |              | [ 2 ] |
| 2012            | 4° lugar      | Especial     | Vô Batê Pá Tú, Pá Tú Podê Batê                              | Comissão de Carnaval                    |              | [ 3 ] |
| 2013            | 5° colocada   | Especial     | Omino di Paglia                                             | Comissão de Carnaval                    |              |       |
| 2014            | Vice-Campeã   | Acesso       |                                                             | Comissão de Carnaval                    |              |       |
| 2015-atualidade | Não desfilou  | Não desfilou | Não desfilou                                                | Não desfilou                            | Não desfilou |       |
| 2018            | Campeã        | Acesso       | Origem da Viola                                             | Comissao de carnaval                    |              |       |
| 2019            |               | Especial     | Didi um poeta                                               | Comissao de Carnaval                    |              |       |